# John Skelton (football américain)
Pour les articles homonymes, voir Skelton.
(en) Statistiques sur pro-football-reference
John Michael Skelton (né le 17 mars 1988 à El Paso) est un joueur américain de football américain, évoluant au poste de quarterback.

## Lycée
Skelton fait ses études à la Burges High School de El Paso où son père est entraineur assistant de l'équipe de football américain. John joue dans divers sports comme le basket-ball, le baseball ou l'athlétisme. Il est nommé meilleur joueur de la saison dans la ville d'El Paso par le journal local. Ses passes parcourt 2172 yards et fait quinze pour touchdown. Il est nommé dans les équipes de la ville au basket mais aussi au baseball.

## Carrière

### Université
Il débute en 2006 à l'université de Fordham comme quarterback titulaire et joue à partir de ce moment tous les matchs avec les Rams. En 2009, il bat les records de l'université pour les passes réussies et les yards à la passe. Lors de ses quatre années, il réussit 802 passes pour 9923 yards et soixante-neuf passes pour touchdown.

### Professionnelle
John Skelton est sélectionné au cinquième tour du draft de la NFL de 2010 par les Cardinals de l'Arizona, au 155e choix. Il signe le 14 juillet officiellement avec la franchise. Après que Matt Leinart fut remercié par les Cardinals, Skelton devient le troisième quarterback de l'équipe.
Il joue son premier match lors de la pré-saison 2010 contre les Texans de Houston où il est un acteur de la victoire des Cardinals, où il réussit cinq passes pour six pour 84 yards. Ses débuts officiels à la NFL se font lorsqu'il entre lors du quatrième quart-temps contre les Rams de Saint-Louis, réussissant trois passes sur six mais ne pourra empêcher la défaite 19-6. Pour son premier match comme titulaire, il réussit quinze passes sur trente-sept pour 146 yards pour une victoire 43-13 sur les Broncos de Denver. Ce match lui vaut d'être nommé pour le titre de rookie de la semaine mais c'est Rob Gronkowski qui remporte cet honneur. Il finit sa première saison en professionnel par deux passes pour touchdown et deux passes interceptées pour un total de 662 yards.
Il joue beaucoup plus durant la saison 2011. Remplaçant de Kevin Kolb régulièrement blessé, il débute sept matchs durant cette saison, et ramène cinq victoires malgré des statistiques moyennes (1 913 yards, 11 touchdowns, 14 interceptions et un rating de 68.9).
Pour la saison 2012, il est nommé titulaire dès le premier match de la saison, et une victoire contre les Seahawks de Seattle. Néanmoins, il perd sa titularisation à cause d'une blessure au cours de ce match. Il redevient titulaire pour cinq autres matchs au cours de cette saison, profitant des blessures ou des mauvaises performances des autres quarterbacks, mais connaît à chaque fois la défaite. Le summum est atteint au cours de la 14e journée où, titulaire pour un match revanche contre les Seahawks, il lance 4 interceptions au cours d'une défaite des Cardinals par 58-0.
À l'issue de la saison, il est libéré par les Cardinals. Le 3 avril 2013, il signe avec les Bengals de Cincinnati afin d'être la doublure d'Andy Dalton. Néanmoins, il n'est pas retenu et est libéré par la franchise le 31 août.
Le 2 octobre 2013, Skelton signe avec les 49ers de San Francisco mais il n'y reste qu'une seule semaine. En effet, les 49ers préfèrent le couper, pour permettre la signature de McLeod Bethel-Thompson. Le 18 novembre, il retrouve une équipe, les Titans du Tennessee. John figure dans cette équipe pendant un mois, sans jouer. Il est coupé le 17 décembre.